# 瓦门施泰纳赫
瓦门施泰纳赫是德国巴伐利亚州的一个市镇。总面积17.54平方公里，总人口2131人，其中男性1045人，女性1086人（2011年12月31日），人口密度121人/平方公里。